# Il letto racconta...
Il letto racconta... (Pillow Talk) è un film del 1959, diretto da Michael Gordon.

## Trama
New York. Jan Morrow, un'arredatrice giovane e casta, vive sola e all'apparenza con serenità. La donna ha la linea telefonica in comune con Brad Allen, un musicista bello e corteggiatissimo: dovendo spesso ascoltare suo malgrado tramite il telefono le sue tattiche di conquista femminile, pur non avendolo mai visto lo detesta, poiché il donnaiuolo Brad tiene costantemente la linea telefonica occupata, in conversazione o con serenate anche mattutine a turno con le sue amanti. In uno dei loro battibecchi telefonici, Brad le rinfaccia di essere troppo puritana per vivere in sintonia con sé stessa e gli altri. Jan, furiosa e contrariata per le continue scaramucce verbali con il musicista, si reca alla società telefonica per esporre il problema, ma ottiene il risultato opposto a quanto sperato, grazie all'intervento di una avvenente ispettrice della società.
Jan e Brad hanno senza saperlo un amico in comune, Jonathan, innamorato di Jan tanto da desiderare di poterla sposare, ma la ragazza non è per nulla innamorata di Jonathan e durante un colloquio intrattenuto in casa sua, Brad scopre che probabilmente la persona di cui Jonathan è innamorato e Miss Morrow sono la stessa persona. La certezza si materializza in un locale pubblico, dove Brad vi si reca in compagnia di una delle sue amanti e dove casualmente già sono entrati Tony, figlio di una sua cliente e Miss Morrow, con l'intento di riaccompagnarla a casa. Il ragazzo si ubriaca e dai discorsi che il ragazzo intrattiene con Jan, Brad che è seduto lì vicino scopre che la donna è la Jan cointestataria della sua linea telefonica. 
Brad si rende conto che Jan è una bellissima donna e cerca di aggiungerla alla lista delle sue conquiste, naturalmente non presentandosi per quello che è ma spacciandosi per "Rex Stetson", un ingenuo texano dai valori molto tradizionali. Il corteggiamento riesce, e Jan, dopo un certo tempo, comincia a sentirsi rassicurata dall'uomo e accetta, cosa per lei insolita, un invito a passare il fine settimana insieme nel Connecticut. Ma questo avviene perché Jonathan scopre che la donna si è innamorata del texano e ingaggia un detective privato, scoprendo che il texano e il suo più grande amico Brad sono la stessa persona. In un locale dove si trovano Tex (Brad) e Jan, arriva anche Jonathan, che intima all'amico di lasciare la donna e la città, recandosi in una sua villa nel Connecticut. 
Così avviene e tuttavia, nella villa di Jonathan dove i due ormai innamorati si recano, Jan legge per caso in uno spartito musicale le note della canzone che Brad dedicava alle sue amanti al telefono (sempre la stessa canzone con solo il nome variato ogni volta) e si rende conto che lui e Rex sono la stessa persona. In preda a una crisi di nervi, la donna viene prelevata da Jonathan (che nel frattempo aveva scoperto il tranello) per riportarla a New York. Durante il tragitto Jan piange disperata per la delusione e ad una sosta in un lunch-bar, Jonathan riceve un poderoso pugno da un avventore infastidito dal suo comportamento e da questo episodio, su consiglio del suo psichiatra e del dentista rinuncia al desiderio nei confronti di Jan di sposarla.
Brad invece si rende conto che il suo non è solo un capriccio ma è veramente innamorato della donna e per lei è anche disposto a cambiare la sua vita da libertino. Abbandona educatamente tutte le sue amanti e quindi le chiede, per rivederla, di riarredare il suo appartamento, ma lei si vendica riempiendo la sua casa di orpelli di pessimo gusto, più adatti a una casa di tolleranza che a un'abitazione. Alla fine però anche lei si accorge di essere innamorata, e i due arrivano a un chiarimento e poi a un felice matrimonio.

## Produzione
Il film fu prodotto dall'Arwin Productions (presents) e dall'Universal International Pictures (UI) (con il nome Universal International).

## Distribuzione
Distribuito dall'Universal Pictures, il film uscì nelle sale cinematografiche USA il 7 ottobre dopo una prima tenuta a New York il 6 ottobre 1959. In Italia, il film venne distribuito l'11 febbraio 1960.
Nel 2009 è stato scelto per essere conservato nel National Film Registry della Biblioteca del Congresso degli Stati Uniti.

## Riconoscimenti
- Premi Oscar 1960
  - Migliore sceneggiatura originale